# Musée Ernst
Le musée Ernst (en hongrois : Ernst Múzeum) est un ancien musée hongrois situé dans le 6e arrondissement de Budapest. Le bâtiment abrite désormais le Centre de photographie contemporaine Robert Capa.

## Expositions
- Exposition de peinture française contemporaine : Jean Bazaine, Émile Bouneau, Yves Brayer, Christian Caillard, Emmanuel Mané-Katz, Roland Oudot (Association française d'action artistique), septembre-octobre 1943[1].